# Maquis
|  | Per a altres significats, vegeu «Maqui». |

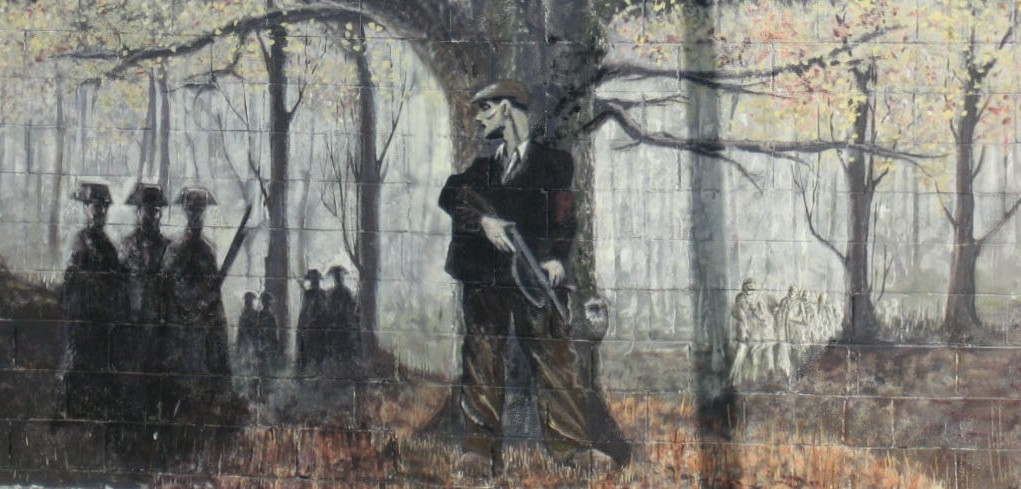
Fotografia d'un grafit pintat a Sallent representant un maquis perseguit per la guàrdia civil. Vegeu el mural sencer

Els maquis van ser els grups armats que van operar en territori espanyol, especialment a la serralada Cantàbrica, als Pirineus, a Catalunya, País Valencià, Aragó i Andalusia, després de la Guerra Civil per oposar-se a la institucionalització del règim franquista. El tinent coronel de la Guàrdia Civil Eulogio Limia Pérez descriu 2.235 guerrillers morts o capturats en combat.

## Etimologia

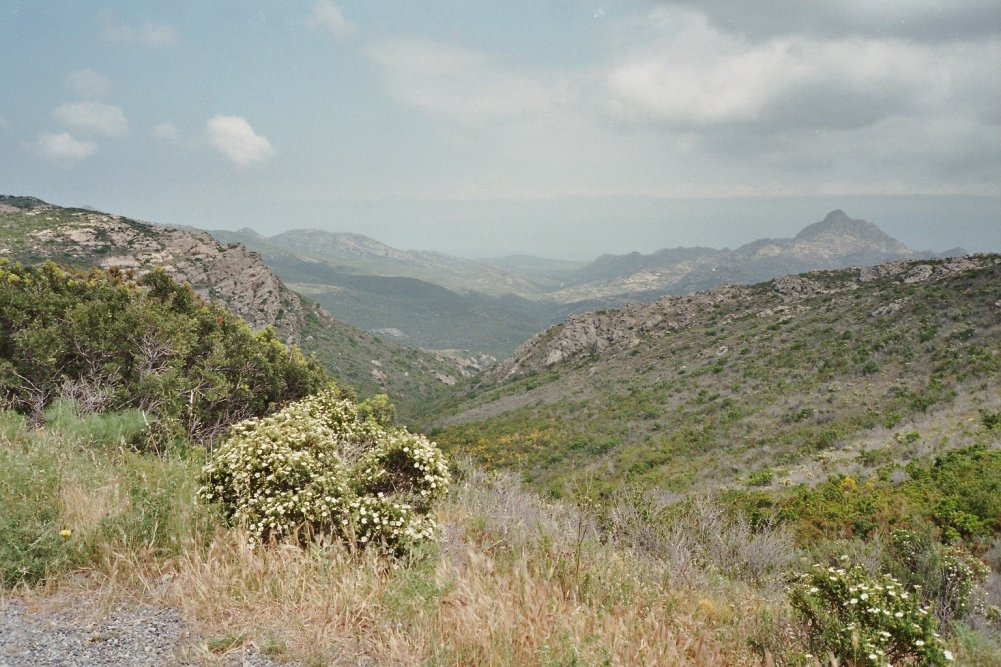
Màquia a Còrsega

Maquis és una paraula d'origen francès que prové, al seu torn, del mot cors macchia, que significa 'àrea de vegetació espessa', similar a la paraula catalana màquia, que fa referència a una forma de vegetació típicament mediterrània d'arbusts de fulla dura, mates i garrics que es pot trobar a Còrsega, Sardenya, les Illes Balears, Catalunya, País Valencià, el sud de França i altres parts de la Mediterrània, i on els guerrillers de la Resistència es podien amagar.
A França, els maquis primer van ser els grups de la resistència francesa que, amagats a les regions poc poblades, boscs o muntanyes, van lluitar contra l'ocupació alemanya d'aquest país durant la Segona Guerra Mundial. No és casualitat que els exiliats republicans espanyols a França, homes amb experiència militar, entrenessin i participessin en molts casos en tals incipients grups guerrillers.
Per extensió, i atenent aquest significat de resistència contra els feixistes, el terme maquis va designar en català també les guerrilles que van operar en territori espanyol contra el franquisme en la Guerra Civil i la postguerra.

## El maquis als Països Catalans i a l'Estat espanyol

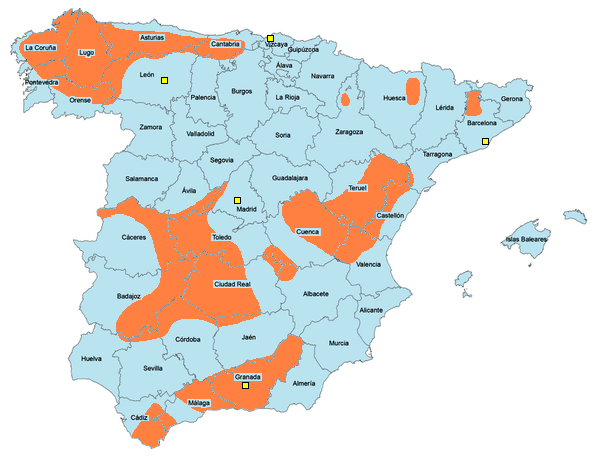
Àrees rurals (en taronja) i ciutats (en groc) on més van actuar els maquis

### Els inicis
Durant la Guerra Civil Espanyola, a Lleó, Andalusia i Galícia, que van caure immediatament en mans dels revoltats, es va formar una guerrilla prenent com a base els grups de «huidos» esquerrans que van escapar fora dels nuclis de població a les muntanyes, fugint d'una repressió que es pressentia gairebé tan ferotge com posteriorment va resultar ser.
Acabada la guerra, el dictador Franco no va intentar la reconciliació: hi ha 450.000 exiliats, 90.000 executats durant la guerra i 41.000 més durant la postguerra per motius ideològics. L'origen de l'exili és la repressió, ja que a molts dels fugits probablement els esperava la mort. Estaven desorganitzats, ja que van marxar per salvar la vida, sense armament i poca consciència política del que feien. Tenien molt difícil fugir a l'estranger. A Portugal, la dictadura de Salazar els hauria lliurat a Franco i des del 1940, a França estava el govern de Vichy, i allà 10.000 espanyols van formar part de la resistència francesa a les ordres del Partit Comunista Francès.
A França, una part dels antics combatents es van organitzar amb el XIV Cos de Guerrillers Espanyols, com a continuació del XIV Cos d'Exèrcit Guerriller que va operar durant la Guerra Civil, per fer actes de sabotatge i represàlia en territori ocupat pels feixistes, i col·laboraven amb la resistència francesa per assolir els seus objectius.

### La guerrilla organitzada
Diferents guerrilles que es van formar:
- El PCE, des de l'exili, va promoure la creació de les Agrupacions Guerrilleres en diverses zones geogràfiques de l'Estat espanyol, coordinant les accions entre si, prenent com a model la Federación de Guerrillas de León-Galicia, la primera organització guerrillera de la postguerra, operativa des dels primers anys.[1] La més activa fou l'Agrupación Guerrillera de Levante y Aragón (AGLA), que va actuar a la zona compresa entre el sud de Terol, l'interior de Castelló i el nord de Conca.
- El Front Nacional de Catalunya, el 1940, que pretenia alliberar Catalunya i que estava compost per membres d'Estat Català.
- Guerrilles anarquistes: per exemple, el grup de Joves Llibertaris.
- L'Agrupació Guerrillera de Catalunya, creada pel PSUC a Catalunya.

A partir de l'estiu del 1944, quan s'alliberà França de les forces alemanyes, s'intensifiquen les accions dels maquis a Catalunya.
Destaca l'assalt a la fàbrica de cerveses Moritz l'agost del 1944 i especialment la invasió de la Vall d'Aran: entre el 8 i el 9 d'octubre del 1944. Quan els nazis ja retrocedien a França, 2.500 guerrillers van entrar a la vall ben equipats i amb armament pesant, sota direcció dels comunistes. Amb aquesta ofensiva i una altra de similar amb 2.500 guerrillers uns dies després, els antifranquistes volien conquerir part del territori espanyol, declarant la zona conquerida sota el govern de la república, que llavors era a l'exili, i forçar els aliats a alliberar Espanya del govern del dictador Franco, tal com estaven fent a la resta d'Europa. A partir de la derrota a la Vall d'Aran, els comunistes deixaren aquest tipus de lluita.
El PSUC, el 1946, va començar a actuar en la lluita guerrillera urbana. Entre el 1946 i 1947 és el període de més activitat, amb nombrosos atemptats, vies de tren, la voladura del monument de la Victòria i el més important: el 29 de novembre del 1946, van volar una part de l'edifici dels tallers del diari del Movimiento Solidaridad nacional, amb la intenció d'acabar amb el director Luys Santamarina, que va salvar la vida en retardar-se, tot i que hi va haver tres víctimes mortals. Aquesta agrupació també va ser desarticulada i l'octubre del 1948 es trobaven enfront d'un consell de guerra.

### Canvi d'estratègia del PCE
El 1948, el PCE canvia d'estratègia i, a instàncies de Stalin, renuncia a la lluita guerrillera, tant a Espanya com a Grècia, ja molt castigades per la repressió, i només els llibertaris prosseguiren la lluita guerrillera a Catalunya, cosa que suposa el declivi de les agrupacions. Les Agrupacions Guerrilleres es transformen en Comitès de Resistència.
El 7 de novembre del 1949, un miler de guàrdies civils assalta el campament l'AGLA de Cerro Moreno, a Santa Cruz de Moya, en el qual moren dotze guerrillers dels tretze presents, pocs dies després d'una reunió del comandament de l'organització. Aquest assalt marca el principi del final de la resistència armada a la zona, i és recordat amb un monument on hi havia el campament.
La nova orientació no es fa efectiva sobre el terreny i, finalment, l'evacuació general és decretada el 1952.

### El final dels últims maquis
A causa de la decidida actuació policial, la consolidació del règim dictatorial i el distanciament de França com a base d'operacions, el maquis va quedar pràcticament desfet d'ençà del 1950. L'any 1951, la CNT va decretar la retirada dels seus guerrillers. Tan sols alguns elements aïllats i sense suport dels dirigents a l'exili van continuar fent accions de sabotatge, atracaments i assassinats selectius. Els guerrillers van realitzar centenars d'accions, però sovint molts dels combatents antifranquistes eren detinguts i executats sense judici per la guàrdia civil allà on havien estat descoberts, encara que es rendissin i haguessin lliurat les armes. Per això, sabedors de la sort que els esperava en caure en mans dels falangistes, preferien lluitar fins a la mort. Un dels últims guerrillers abatuts fou Ángel Juan Fernández Ayala Juanín en 1957 durant un enfrontament a Cantàbria.
Entre els maquis més coneguts dels Països Catalans, destaquen els noms de Francesc Sabaté, anomenat Quico Sabaté (1915-1960), Josep Lluís i Facerias (1920-1957), Marcel·lí Massana (1918-1981), Ramon Vila i Capdevila, anomenat Caracremada, (1908-1963) i Teresa Pla Meseguer, anomenada La Pastora i Florencio (1917-2004).